# Tragocephala caerulescens
Tragocephala caerulescens es una especie de escarabajo longicornio del género Tragocephala, subfamilia Lamiinae. Fue descrita científicamente por Jordan en 1894.
Se distribuye por Camerún, Gabón, República Democrática del Congo, Senegal y Chad. Posee una longitud corporal de 19-27 milímetros. El período de vuelo de esta especie ocurre en los meses de enero y julio.
Parte de la dieta de Tragocephala caerulescens se compone de plantas de la familia Rutaceae, entre ellas, varias especies del género Citrus.